# Hassanal Bolkiah
Hassanal Bolkiah Mu’izzadin Waddaulah (ur. 15 lipca 1946 w Bandar Seri Begawan) – 29. sułtan Brunei od 1967 roku, premier, minister obrony narodowej, minister spraw zagranicznych i handlu oraz minister finansów Brunei.
Od 8 września 2022 jest najdłużej panującym żyjącym monarchą na świecie. Wcześniej tytuł ten przysługiwał Elżbiecie II – królowej Wielkiej Brytanii, która rządziła od 1952 do swojej śmierci w 2022.

## Życiorys
Hassanal Bolkiah urodził się 15 lipca 1946 roku w Brunei Town w Brunei. Jest najstarszym synem poprzedniego sułtana Omara Alego Saifuddiena III. W wieku 15 lat, w 1961 roku, został formalnym następcą tronu Brunei. Kształcił się w Brunei i Malezji, a w latach 1966–1967 odbył szkolenie oficerskie w Królewskiej Akademii Wojskowej w Sandhurst.
Po abdykacji ojca został ogłoszony sułtanem Brunei 5 października 1967 roku. Jego koronacja miała miejsce 1 sierpnia 1968 roku.
W 1978 roku poprowadził rozmowy z królową brytyjską w sprawie zmiany statusu Brunei, co zaowocowało podpisaniem traktatu o przyjaźni i kooperacji między Brunei a Wielką Brytanią, w którym rząd brytyjski zrzekł się prowadzenia polityki zagranicznej i obrony Brunei. 1 stycznia 1984 roku Brunei uzyskało niepodległość, a sułtan został premierem nowo utworzonego rządu. Po śmierci ojca w 1986 roku objął funkcję ministra obrony narodowej. Po dymisji brata Jefriego w lutym 1997 roku objął również funkcję ministra finansów. W październiku 2015 roku przejął po bracie Mohamedzie tekę ministra spraw zagranicznych i handlu.
Od lipca 1965 roku Hassanal Bolkiah żonaty jest ze swoją kuzynką Salehą, która nosi tytuł królewski Raja Isteri Pengiran. W 1981 roku poślubił drugą żonę Mariam Abdul Aziz, z którą rozwiódł się w 2003 roku. Od 20 sierpnia 2005 do 16 czerwca 2010 roku trzecią żoną sułtana była malezyjska dziennikarka TV3 – Azrinaz Mazhar Hakim, która 1 czerwca 2006 urodziła władcy syna – księcia Abdula Wakeela a 28 stycznia 2008 roku córkę – księżniczkę Ameerah Wardatulę Bolkiah. 9 czerwca 2009 roku otrzymała tytuł królowej Pengiran Isteri. Sułtan rozwiódł się z nią, pozbawiając ją wszystkich tytułów królewskich, odznaczeń i medali. Hassanal Bolkiah ma pięciu synów i siedem córek. W sierpniu 1998 roku ustanowił formalnym następcą tronu swojego najstarszego syna Billaha.
Sułtan uznawany jest za jednego z najbogatszych ludzi na świecie. W 2011 roku magazyn „Forbes” szacował jego majątek na 20 miliardów USD.

## Odznaczenia
- Order Domowy Korony Brunei (z urzędu, 1982)[9]
- Order Darjah Utama Temasek (Singapur, 1990)[10]
- Order Darjah Utama Bakti Cemerlang (Tentera) (Singapur, 1990)[10]
- Krzyż Wielki Legii Honorowej (Francja, 1997)[11]
- Order Księcia Jarosława Mądrego I klasy (Ukraina, 2004)[12]
- Order „Za zasługi” (Ukraina, 2011)[13]

## Wyróżnienia
- Doktorat honoris causa Uniwersytetu Oksfordzkiego (Wielka Brytania, 1993, zwrócony w 2019)[14][15]
- Doktorat honoris causa University of Aberdeen (Wielka Brytania, 1995, odebrany w 2019)[16]
- Doktorat honoris causa King’s College London (Wielka Brytania, 2011, odebrany w 2019)[17]
- Doktorat honoris causa Uniwersytetu Indonezyjskiego (Indonezja, 2011)[18]
- Doktorat honoris causa Moskiewskiego Państwowego Instytutu Stosunków Międzynarodowych (Rosja)[19]